# Bruchophagus filisilvae
Bruchophagus filisilvae is een vliesvleugelig insect uit de familie Eurytomidae. De wetenschappelijke naam is voor het eerst geldig gepubliceerd in 1927 door Girault.